# Bodianus izuensis
Bodianus izuensis е вид бодлоперка от семейство Labridae.

## Разпространение и местообитание
Видът е разпространен в Австралия, Нова Каледония, Палау, Папуа Нова Гвинея, Провинции в КНР, Тайван и Япония.
Среща се на дълбочина от 30 до 70 m, при температура на водата от 23,1 до 26,1 °C и соленост 34,5 – 34,8 ‰.

## Описание
На дължина достигат до 10 cm.